# روابط ازبکستان و اوکراین

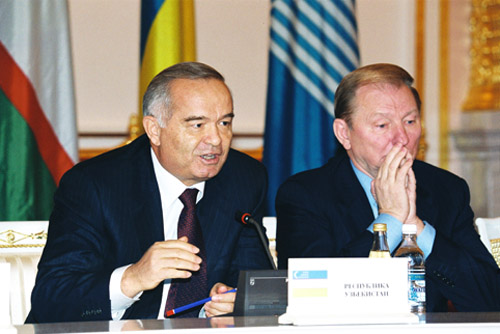
اسلام کریموف و لئونید کوچما در سال ۲۰۰۱.

روابط دیپلماتیک بین ازبکستان و اوکراین  برای اولین بار در تاریخ ۲۵ اوت سال ۱۹۹۲ برقرار گردید.

## تاریخچه روابط
پس از برقراری روابط در سال ۱۹۹۲، سفارت اوکراین برای اولین بار در پایتخت ازبکستان شهر تاشکند در سال ۱۹۹۳ افتتاح شد و متعاقباً دولت ازبکستان نیز سفارت خود را در پایتخت اوکراین، کی‌یف در سال ۱۹۹۵ افتتاح نمود.
از زمان برقراری روابط بین این دو کشور، ۸ دیدار فی مابین سطوح بالا مقامات این دو کشور به شرح ذیل انجام شده‌است:
| مهمان                  | میزبان                 | محل بازدید | تاریخ بازدید |
| ---------------------- | ---------------------- | ---------- | ------------ |
| رئیس‌جمهور لئونید کوچما | رئیس‌جمهور اسلام کریموف | تاشکند     | ژوئن ۱۹۹۵    |
| رئیس‌جمهور لئونید کوچما | رئیس‌جمهور اسلام کریموف | تاشکند     | اکتبر ۲۰۰۰   |
| رئیس‌جمهور لئونید کوچما | رئیس‌جمهور اسلام کریموف | تاشکند     | دسامبر ۲۰۰۲  |
| رئیس‌جمهور لئونید کوچما | رئیس‌جمهور اسلام کریموف | تاشکند     | آوریل ۲۰۰۳   |
| رئیس‌جمهور اسلام کریموف | رئیس‌جمهور لئونید کوچما | کی‌یف       | اوت ۱۹۹۲     |
| رئیس‌جمهور اسلام کریموف | رئیس‌جمهور لئونید کوچما | کی‌یف       | نوامبر ۱۹۹۴  |
| رئیس‌جمهور اسلام کریموف | رئیس‌جمهور لئونید کوچما | کی‌یف       | فوریه ۱۹۹۸   |
| رئیس‌جمهور اسلام کریموف | رئیس‌جمهور لئونید کوچما | کی‌یف       | اکتبر ۱۹۹۹   |

### روابط اقتصادی
عمده صادرات ازبکستان به اوکراین مشتمل بر صادرات الیاف پنبه، منسوجات، فرآورده‌های نفتی و فلزات غیرآهنی می‌باشد. در مقابل نیز عمده صادرات اوکراین به ازبکستان مربوط به صادرات شکر می‌باشد و این موضوع تا به اندازه ای است که در سال ۲۰۱۸، ازبکستان به بزرگترین وارد کننده شکر اوکراین تبدیل شد و ۶۰ درصد از صادرات شکر اوکراین به این کشور می‌باشد. در حال حاضر ۴۸ شرکت اوکراینی در ازبکستان مشغول به فعالیت می‌باشند و متقابلاً نیز ۳۴ شرکت ازبک در اوکراین فعال هستند. با این حال روابط اقتصادی این دو کشور بدون مشکل نیز نبوده‌است و به‌طور مثال در اوایل اکتبر سال ۲۰۱۸، تحقیقات گسترده‌ای توسط مجلس عالی اوکراین در خصوص مزایایی که از سوی دولت اوکراین به خودرو سازان ازبک داده شده بود صورت گرفت و مشخص شد که مزیت‌های اعطایی که از طریق حمایت‌های بی حد و مرز از خودرو سازان ازبک اعمال شده‌است بعضاً به شکل غیر رقابتی با سایر خودرو سازان بوده‌است. این اقدام منجر به برخی از اقدامات تلافی جویانه مجلس ازبکستان با اعمال تحریم و ممنوعیت واردات شکر و دارو از اوکراین منجر شد. این بحران در نهایت در ماه دسامبر همان سال با تشکیل یک کمیسیون مشترک بین اوکراین و ازبکستان برای بحث در مورد همکاری اقتصادی پایان یافت.

### روابط فرهنگی
در ۲۱ نوامبر سال ۱۹۲۰ یک نسخه اولیه از یک بنای یادبود به نام شاعر شهیر اوکراینی تاراس شوچنکو در تاشکند نصب گردید. بعدها در اکتبر سال ۲۰۰۰، در جریان سفر رسمی لئونید کوچما، رئیس‌جمهور اوکراین به ازبکستان، او و رئیس‌جمهور اسلام کریموف، سنگ یادبودی را در محل نصب آتی بنای یادبود شوچنکو قرار دادند و دو سال بعد، در ۲۰ دسامبر ۲۰۰۲، کوچما از بنای یادبود شوچنکو که توسط مجسمه‌ساز لئونید ریابتسف ساخته شده بود، رونمایی کرد. در سال ۲۰۱۶ اعلام شد که برنامه‌هایی برای افتتاح بنای یادبود علیشیر نوایی در کی‌یف در دست اقدام می‌باشد.

## اقلیت‌های اوکراینی در ازبکستان
در حال حاضر قریب به ۸۶/۰۰۰ نفر از اتباع اوکراین یا افرادی با ریشهٔ اوکراینی در ازبکستان زندگی می‌کنند که عمدهٔ این افراد در شهرهای بزرگی همچون تاشکند، سمرقند، بخارا و فرغانه سکنی گزیده‌اند و به زبان ازبم صحبت می‌کنند.
بر اساس آرشیوهای مدارک اوکراینی و روسی، اولین گروه مهاجر اوکراینی، در اواسط قرن ۱۸ میلادی وارد آسیای مرکزی شدند. اولین سکونت انبوه اوکراینی‌ها در منطقهٔ ترکستان در سال ۱۸۸۵ آغاز شد و تا سال ۱۸۹۷، اولین سکونتگاه‌های دائمی در منطقه سمرقند با مدارس زبان اوکراینی و سایر سنت‌های اوکراینی مشاهده شد. در طول جنگ بزرگ میهنی، هزاران اوکراینی در اتحاد جماهیر شوروی اوکراین به ازبکستان شوروی تخلیه شدند. پس از زلزله ۱۹۶۶ تاشکند، بیش از ۲۵۰۰ مهندس اوکراینی در بازسازی تاشکند شرکت کردند. در ژانویه ۲۰۱۴، رهبران اقلیت‌های اوکراینی ساکن ازبکستان برای محکوم کردن تجمعات غیرمجاز صورت گرفته در یورومیدان اوکراین، در نزدیکی بنای یادبود شوچنکو تاشکند گرد هم آمدند و در آن شرکت کنندگان پرچم‌های اوکراین، گرجستان و ارتش شورشی اوکراین را به اهتزاز درآوردند.

### افراد برجسته ازبک ـ اوکراینی

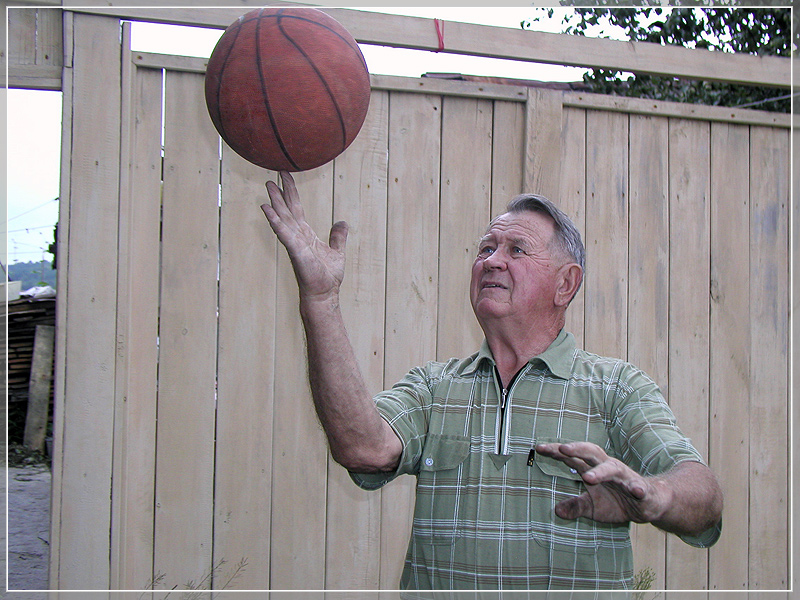
لئونید ولیچکو در ژانویه ۲۰۱۴.

- ولادیمیر کوزاک – بازیکن فوتبال حرفه ای ازبکستانی-اوکراینی تبار که در حال حاضر برای پاختاکور تاشکند بازی می‌کند.
- ویکتور پاسولکو – یک تبعه اوکراینی در ازبکستان.
- سلطان رحمانوف – وزنه‌بردار المپیکی ازبکستانی-اوکراینی.
- آندری کاریاکا – مربی فوتبال اوکراینی-روسی ازبکستانی‌تبار.
- کنستانتین بوندارف – معاون رادای ورخوونا متولد تاشکند.
- Sogdiana Fedorinskaya – خواننده و بازیگر ازبکستان.
- اگور کریمتس – بازیکن حرفه‌ای فوتبال.
- اکاترینا خیلکو – ترامپولین متولد ازبکستان.
- بوریس بدر – زمین‌شناس جمهوری شوروی سوسیالیستی ازبکستان.
- لئونید ولیچکو – مربی بسکتبال و هاکی ازبکستانی اوکراینی‌تبار.